# Liriomyza congesta
Liriomyza congesta är en tvåvingeart som först beskrevs av Becker 1903.  Liriomyza congesta ingår i släktet Liriomyza och familjen minerarflugor. Arten är reproducerande i Sverige. Inga underarter finns listade i Catalogue of Life.